# Hand Made (театр)
Санкт-Петербургский театр пластики рук «Hand Made» (произн. Хэнд Мейд, англ. Saint Petersburg Plastic Hands Theatre «Hand Made»), — российский авторский пластический театр, работающий в жанре пластики рук. Лауреат высшей театральной премии Санкт-Петербурга «Золотой софит». Основан 13 июля 2007 года заслуженным артистом России Андреем Князьковым.

## История
В 1998 г. на базе русско-бурятской студии «Ульгэр» преподавателем СПбГАТИ А. Князьковым был поставлен полнометражный спектакль в жанре пластики рук «Игра в 44 руки». В 1999 г. спектакль стал лауреатом Международного фестиваля КУКART (Санкт-Петербург) и был приглашен на основную сцену Санкт-Петербургского Малого Драматического театра, где шёл 3 сезона. 

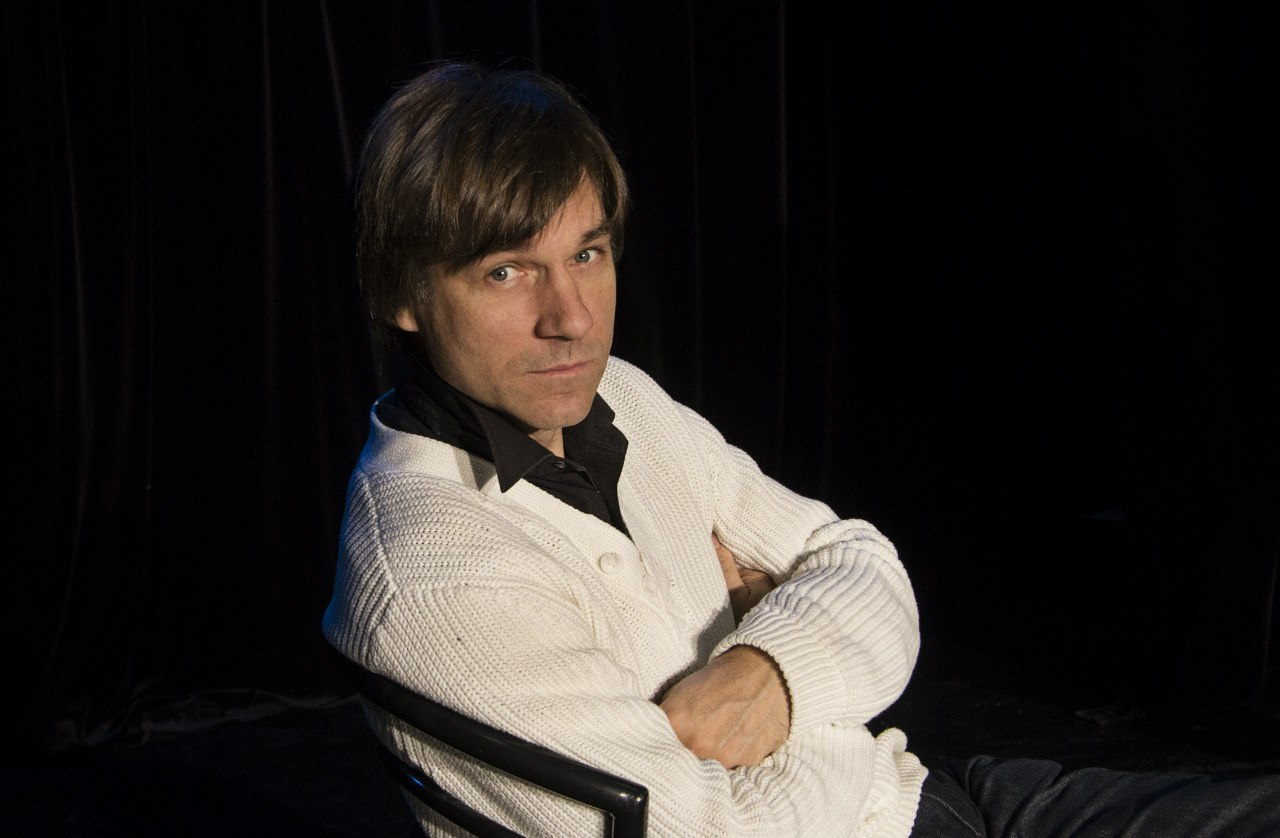
Основатель, художественный руководитель и режиссёр театра «Хэнд Мейд» засл. арт. России Андрей Князьков

В 2003 г. со студентами следующего потока на опыте студии «Ульгэр» А. Князьков создал второй спектакль «Потехе — час» (современное полное название спектакля «Time for fun, или потехе — час»), режиссёр и преподаватель СПбГАТИ Светлана Озерская поставила детский спектакль «Цирк на ладони» — это и составило основу репертуара будущего театра.
После окончания актёрами театральной академии было принято решение создать из существующей труппы самостоятельный театр, и 13 июля 2007 г. — официальная дата основания театра «Хэнд Мейд».
Театр не имеет собственной театральной площадки и играет спектакли на сценах различных театров Санкт-Петербурга, Ленинградской области и Москвы, выезжает с гастролями в города России и за рубеж.

## Название театра и логотип
Название театра «Хэнд Мейд» происходит от английского словосочетания «hand made», в буквальном переводе означает «сделано руками, ручная работа».
Логотип театра представляет собой круглые часы с 11 парами кистей рук, идущих по окружности циферблата, и двумя белыми руками-стрелками. Эти часы взяты из спектакля театра «Time for fun, или потехе — час», где механизм часов оживает при помощи рук актёров.

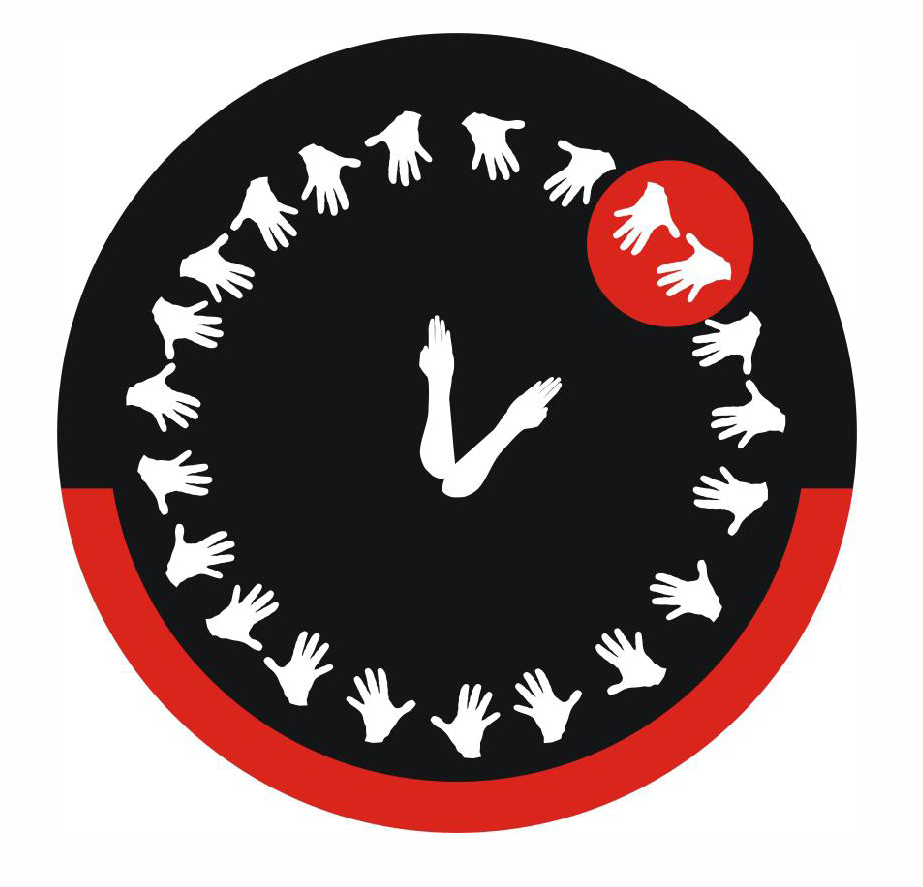
Логотип Театра пластики рук «Хэнд Мейд»

## Особенность жанра и выразительные средства
Театр работает в симбиозе жанров кукольного театра, пантомимы, хореографии, театра теней и драматического театра. Основным выразительным средством театра стали руки как наиболее развитые и эффективные инструменты-органы с уникальной моторикой. При помощи рук театром выстраиваются символы, статичные и динамичные фигуры: люди, животные, птицы, насекомые, здания, мировые достопримечательности, памятники природы, виды транспорта, страны и др. 

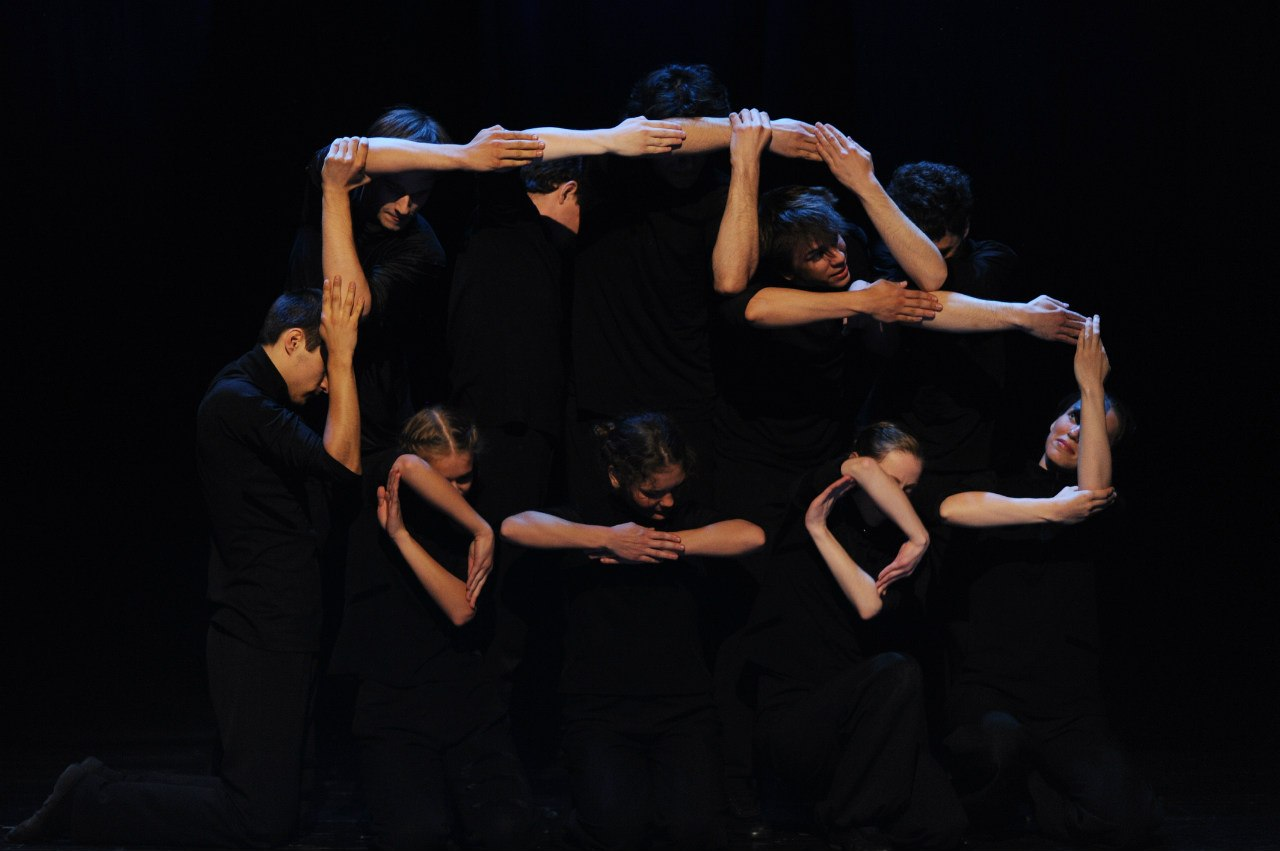
Отрывок из спектакля «Time for fun»

 Изображение может быть как плоским, так и объемным, напоминающим компьютерную графику 3D.
При помощи рук рисуются анимированные портреты. Актёры театра собирают слова и фразы при помощи рук как кириллицей, латинскими буквами, так и иероглифами.
Вспомогательным выразительным средством является использование ультрафиолетовых ламп.
Также театр использует в некоторых своих работах дополнительный реквизит: обручи, бамбуковые палки, пластиковые рамки, теневые куклы.

## Репертуар
- «Time for fun, или потехе — час» (2006 г.)
- «Цирк на ладони» (2006 г.)
- «Viva Italia» (2010 г.)[6]
- «Смихалковки» (2013 г.)[7]
- «Русалочка» (2014 г.)[8]
- «Дюймовочка» (2014 г.)

## Состав театра
- Анна Ильющенко
- Александр Лоскутов
- Алена Стипанова
- Артем Франк
- Екатерина Лоскутова
- Мария Анисимова
- Сергей Окунев
- Кристина Самойлова
- Галия Абушаева
- Ерышев Пётр[9]
- Николай Огарков

## Участие в телевизионном проекте «Минута славы»
В 2011 г. театр принял участие в 2 турах телевизионного шоу талантов Первого канала «Минута славы» с номерами «Санкт-Петербург» на музыку П. Чайковского и «La’mour» на песню «Une Vie D’amour» в исполнении Шарля Азнавура и Мирей Матье.

## Гастрольная деятельность
- Театр совершил гастроли в 20 стран: США, Китай, Япония, Грузия, Южная Корея, Великобритания, Нидерланды, Норвегия, Дания, Сербия, Германия, Франция, Польша, Болгария, Италия, Испания, Финляндия, Литва, Латвия, Украина. Дракон, созданный для спектакля «Time for fun» в Токио

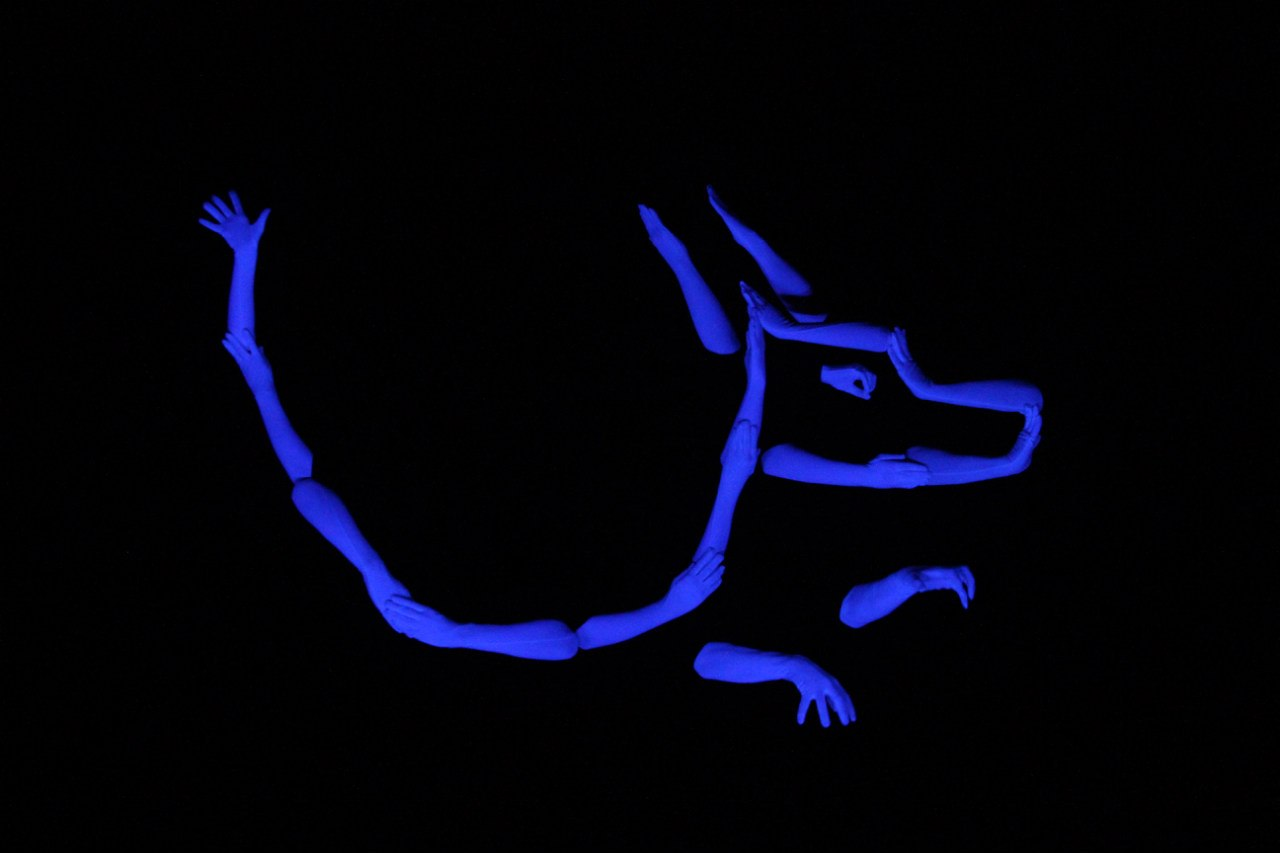
Дракон, созданный для спектакля «Time for fun» в Токио

- В 2010 г. театр был приглашен участвовать в Венецианском карнавале, для этого события был поставлен спектакль «Viva Italia»[11].
- В 2012 г. театр принял участие в крупнейшем международном Эдинбургском театральном фестивале «FRINGE» в Великобритании[12]
- В 2013 г. к столетию Сергея Михалкова был поставлен спектакль «Смихалковки» по творчеству писателя, театр гастролирует со спектаклем в составе программы Российского фонда культуры[13].
- В 2014 г. театр принял участие в Культурной Олимпиаде в рамках Зимних Олимпийских игр 2014 и Зимних Паралимпийских игр 2014 в г. Сочи[14].